# Мачкасы (Пензенская область)
Мачкасы — село в Шемышейском районе Пензенской области России. Входит в состав Каржимантского сельсовета.
Есть учебное заведение: ФМБОУ СОШ с. Синодское в с. Мачкасы

## География
Село находится на юго-востоке центральной части Пензенской области, в пределах северного склона холмистой Хвалынской гряды, в лесостепной зоне, на левом берегу реки Узы, на расстоянии примерно 16 километров (по прямой) к юго-востоку от Шемышейки, административного центра района. Абсолютная высота — 162 метра над уровнем моря.

### Климат
Климат характеризуется как умеренно континентальный. Средняя температура воздуха самого тёплого месяца (июля) — 20 °C (абсолютный максимум — 38 °C); самого холодного (января) — −19 °C (абсолютный минимум — −44 °C). Безморозный период длится 126 дней. Период активной вегетации составляет 135—145 дней. Годовое количество атмосферных осадков — 490 мм, из которых большая часть выпадает в тёплый период. Снежный покров держится в течение 149 дней.

### Часовой пояс
Село Мачкасы, как и вся Пензенская область, находится в часовой зоне МСК (московское время). Смещение применяемого времени относительно UTC составляет +3:00.

## Население
| 1709  | 1718  | 1748  | 1795  | 1859  | 1897  | 1902  |
| ----- | ----- | ----- | ----- | ----- | ----- | ----- |
| 335   | ↗401  | ↗586  | ↗694  | ↗1614 | ↗2554 | ↗2924 |
| 1911  | 1914  | 1917  | 1921  | 1926  | 1930  | 1939  |
| ↗3621 | ↗3660 | ↘3510 | ↗3860 | ↘3269 | ↗3455 | ↘1851 |
| 1959  | 1979  | 1989  | 1996  | 2002  | 2010  | 2021  |
| ↘1363 | ↘928  | ↘763  | ↘723  | ↘576  | ↘517  | ↘284  |

### Национальный состав
Согласно результатам переписи 2002 года, в национальной структуре населения мордва составляла 77 %.